# Фёльклинген
Фёльклинген (нем. Völklingen) — город в Германии, в земле Саар.
Входит в состав района Саарбрюкен. Население составляет 39,8 тыс. человек (2010). Занимает площадь 67,06 км². Официальный код — 10 0 41 519.
Город подразделяется на 10 городских районов.

## География

### Расположение
Город расположен на берегу реки Саар в нескольких километрах от столицы земли Саар, Саарбрюккена. Районы города, расположенные на левом берегу реки относятся к региону Варндт и граничат с Францией. В районе Вэрден в Саар впадает Россель, в Фёльклингене — Кёллербах. 
Соседние города и округа по часовой стрелке: Пютлинген, Саарбрюккен, Гросроссельн, Фрейминг-Мерлербах, Санкт-Авольд, Лопиталь, Карлинг, Кройтцвальд, Вадгассен и Бус.

### Климат
Норма осадков составляет 679 мм в год, вследствие чего он находится в средней трети (36%) территорий Германии по количеству осадков. Наименьшее количество осадков приходится на апрель, наибольшее — на ноябрь, когда выпадает примерно на 50% больше осадков чем в самый засушливый месяц. По изменению средего количества осадков город находится в нижней трети территорий, только в 1% территорий месячная норма осадков колеблется меньше.